# Stolbovský mír
Stolbovský mír byla mírová smlouva uzavřená 27. únorajul./ 9. března 1617greg. ve vesnici Stolbovo (jižně od Ladožského jezera), která ukončil Rusko-švédskou válku mezi Ruskem a Švédskem z let 1610 až 1617. Uzavřel jej ruský car Michail I. Romanov se švédským králem Gustavem II. Adolfem. Výsledkem smlouvy bylo, že Švédsko získalo Ingrii a Karélii. Rusko naopak ztratilo přístup k Baltskému moři. Z hlediska obchodního zajištoval mír mezi oběma státy přístup švédských kupců do Moskvy, Novgorodu a Pskovu a naopak ruským kupcům zajišťoval přístup do Stockholmu, Revelu, Narvy, Viborgu a Rigy.